# レイナ・ガレゴス
レイナ・ガレゴス（Reyna Gallegos、女性）は、メキシコのプロレスラー。

## 来歴
メキシコLLIで活動。
1981年8月、覆面レスラーコンビ「ラス・ギャラクティカス」のラ・ギャラクティカ2号（1号はパンテラ・スレーニャ）として全日本女子プロレスに来日。
1986年3月30日、メキシコナショナル女子王座獲得。
同年8月、ジャパン女子プロレス旗揚げに来日、尾崎魔弓のデビュー戦の相手となった（カードは剣舞子&ガレゴス vs 尾崎&エステル・モレノ）。
1988年引退。
1993年、AAAで復帰。